# 8370 Vanlindt
8370 Vanlindt (1991 RK11) là một tiểu hành tinh vành đai chính được phát hiện ngày 4 tháng 9 năm 1991 bởi E. W. Elst ở Đài thiên văn Nam Âu.